# Botr
Botr, Butr ou al-Butr, est le nom donné à l’un des deux groupes de peuplades qui constituent l’ensemble des Berbères, l’autre étant celui de Branès, selon l'hypothèse généalogique médiévale arabe notamment celle d'Ibn Khaldoun. Ce cadre théorique est cependant aujourd’hui largement remis en question.

## Étymologie
Le nom Botr, vraisemblablement attribué au moment de la conquête musulmane du Maghreb, est le pluriel de l’adjectif arabe abter ou abtar, qui signifie au sens premier : « sans descendance » ou encore, « celui à qui on a coupé la queue ». Le mot évoque ainsi ce qui est coupé, tranché.
De là dérivent divers sens figurés, comme « celui qui n’a pas de couvre-chef », ou encore, selon De Slane, « l’homme sans postérité », qui n’a pas de descendance. Ces définitions semblent dépourvues de sens, mais qui semblent liés avec leur l’opposition avec les Branès. Selon une hypothèse, les Branès seraient les porteurs de burnous tandis que les Botr ceux qui sont vêtus de vêtements courts (à queue coupée ?).
Dans un texte très ancien, de la fin du viiie siècle, relevé par Régis Blachère, Abtar sert à désigner l’homme dont les liens de sang ont été rompus, celui qui est sans famille et sans communauté, exclu du monde civilisé. En effet, par opposition aux Branès, intégrés à l’Empire romain, et membres de la communauté chrétienne, les Berbères de Libye, notamment les Laguatan, étaient extérieurs à la romanité et païens.

## La dichotomie Botr/Branès

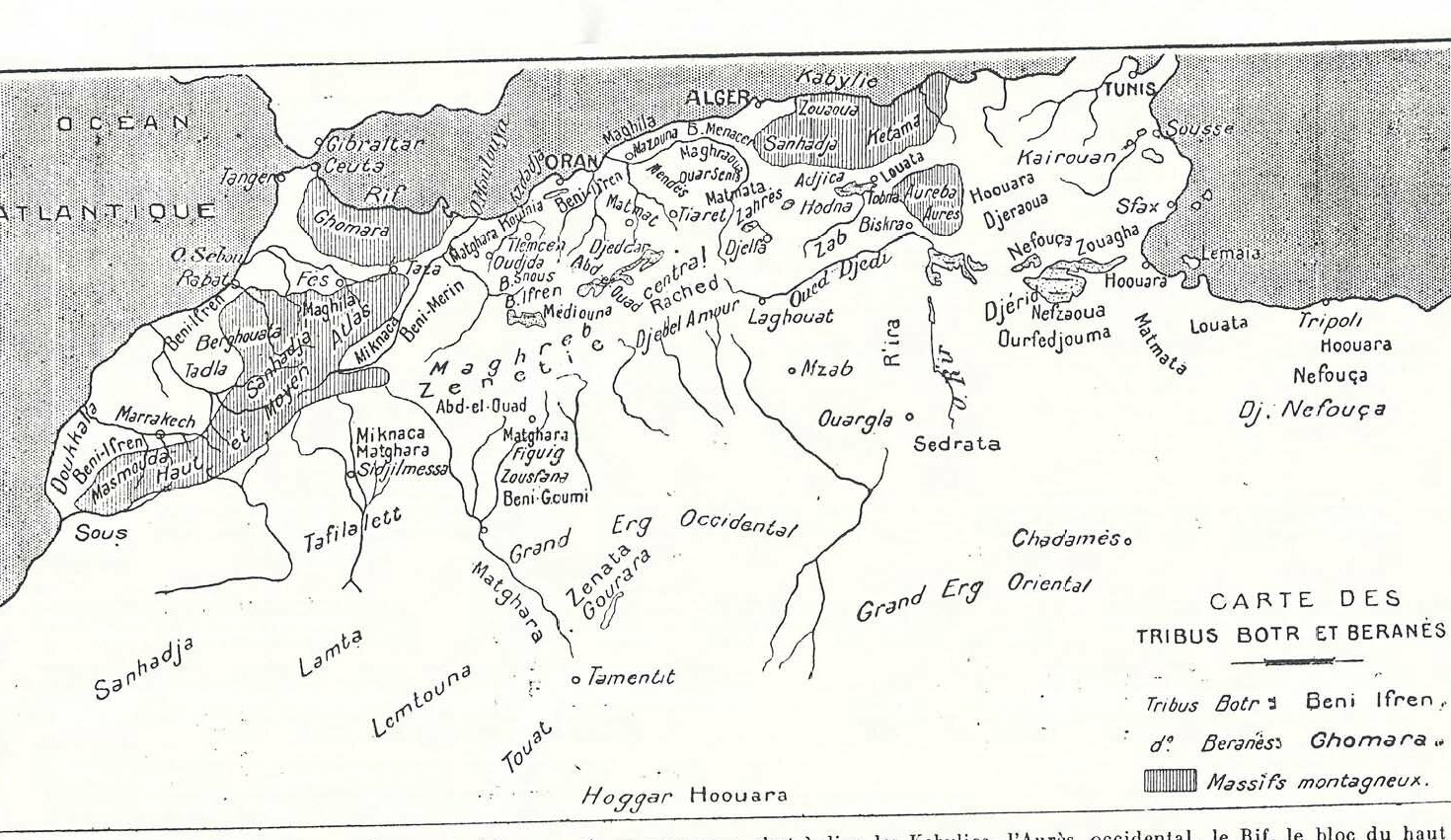
Carte des tribus Botr ET Branès par Émile-Félix Gautie selon la classification d'Ibn Khaldoun

Ibn Khaldoun divise les Berbères entre deux grands groupements de tribus distingués selon des généalogies complexes exposées dans le Kitab al-ibar : un premier groupe correspondant aux descendants des Branès et identifié aux Sanhadja (mais aussi Awerba), censé regrouper les populations sédentaires des montagnes et un second, correspondant aux descendants des Botr et identifié aux Zénètes, formé par les nomades des plaines. Ainsi, les deux groupes se distinguent surtout, par leur mode de vie. Les Branès sont donnés comme sédentaires, les Botr comme nomades (ils apparaissent surtout comme des éleveurs).
Ces appellations ne représentent cependant aucune valeur, ethnologiquement parlant. Elles ont surtout servi aux nouveaux arrivants arabes pour distinguer les occupants de longue date de ceux qui apparaissent comme des étrangers. Ce cadre théorique est aujourd’hui largement remis en question. Yves Modéran soulignait « qu’entre au moins le milieu du VIIIe et la fin du XIVe siècle (…) le peuple berbère n’a jamais vécu son identité en termes d’appartenance aux Botr ou aux Branès. Seuls comptaient les apparentements tribaux autour de quelques grands noms, Lawāta, Huwwāra, Zenāta, Kutāma, Ṣanhāja ». Il invite à considérer les traités généalogiques qui ont servi de base à Ibn Khaldoun comme des sources dont la valeur historique est plus que douteuse.
En dehors du Maghreb central, où les oppositions de vie sont réelles, en allant vers l’Ouest ou vers les oasis du sud algéro-tunisien, il existe des Botr sédentaires tels les Nefoussa de Libye ou les Nefzaoua. Les Lawāta sont fixés de longue date un peu plus au sud. Au Maroc, la ville de Meknès est liée à l’histoire des Meknassas. En effet, les oppositions constantes entre sédentaires et nomades ont été surtout très nettes aux Xe, XIe et XIIe siècles, plus spécialement au Maghreb central où les noms de Sanhadja (Branès), montagnards, et de Zénètes (Botr), la plupart nomades, ont revêtu un certain sens donnant aux conflits armés entre ces deux grandes tribus une coloration politico-religieuse par l’appui des grandes puissances de l’époque : Omeyyades de Cordoue qui soutiennent les Botr ; et les Fatimides, suzerains des Zirides (Branès).
Les Botr primitifs étaient des tribus maures de Libye au moment de l’arrivée des Arabes en Cyrénaïque : ce furent avant tout les Laguatan, puis les Nefoussa dans les montagnes tripolitaines. Tandis que les Branès sont les chrétiens d'Ifriqiya.
Les principaux peuples qui le composaient étaient les Lawāta, les Nefoussa, les Nefzaoua, les Beni Faten et les Meknassas. Selon l'Encyclopédie de l'Islam, ces tribus à l’origine, des Berbères libyens. Mais, très tôt, plusieurs de ces peuples s’étaient déplacé dans le Maghreb occidental. Les Botr étaient ainsi désignés comme des Berbères nomades. Ce genre de vie était, peut-être, primitivement le leur ; et c’est sans doute pourquoi des historiens arabes rattachaient à ce groupe des peuplades à vocation nomade, comme les Houaras et les Zanâta.

## Histoire
Au IXe siècle, les Botrs jouent un rôle politique important et ils constituent l’élément technique essentiel et prépondérant dans la dynastie des Rostémides. Après le triomphe des Fatimides, les Zénètes kharidijite, se soulèvent contre eux. Ils sont sur le point d’enlever Mahdia quand les troupes de Ziri ibn Menad arrivent et sauvent la dynastie.
Le XIe siècle voit les Zénètes au sommet de leur puissance, leur chef, Ziri Ibn Attia tient tête aux armées sanhadjiennes. Son fils al-Mu’izz se voit confier le gouvernement de toute la Berbérie occidentale par les Omayyades de Cordoue, tandis que d’autres Botr de Cyrénaïque s’opposent aux Fatimides et à leurs alliés. Dans l’Ifriqiya, Kairouan est un moment menacée. Tripoli, puis Djerba, tombent aux mains des Zénètes. Cependant au Maghreb central, les Hammadides contiennent leurs ambitions.
L'apparition des nomades arabes en Berbérie d’une part, et des Almoravides d'autre part, mettent un terme à ces affrontements entre ces deux confédérations. Désormais, Botr et Branès (Sanhadja et Zanâta) n’ont plus de sens et les vieilles querelles s’estompent pour tomber dans l’oubli.

## Historiographie du dualisme berbère

### Dans les sources arabes puis coloniales
La distinction entre les Botr et des Branès, attestée au temps de la conquête musulmane, a été très vite oubliée au Maghreb même, ce qui rend peu vraisemblable qu’elle ait exprimé une division ethnique ou sociologique fondamentale. Elle a cependant été conservée en Espagne, et a retrouvé ensuite une seconde vie dans ce pays et au Maghreb, sous une forme désormais essentiellement idéologique, grâce à l’œuvre des généalogistes berbères et arabes et au livre d’Ibn Khaldoun, qui l’ont utilisée pour accentuer le principal clivage politique de leur temps, l’opposition Zénètes/Sanhadja.
C’est le récit de l’Égyptien Ibn 'Abd al-Hakam qui mentionne pour la première fois le mot barbar pour désigner des populations rurales du Maghreb au moment de la conquête, il cite les mots butr et barānis pour subdiviser ces populations en deux principales branches. Ibn Abd al-Halim évoque également le dualisme butr/barānis, mais en rattachant les deux branches aux Arabes Qaysites et Muḍarītes. Pour lui, les Botr sont composés de communautés pastorales comme les Zanāta, les Luwāta et les Nafza.
Ibn Khaldoun, abordant l’histoire des Berbères, note : « Quant aux peuples et aux tribus de cette race, ils se rattachent, d’après l’opinion unanime des généalogistes, à deux grandes souches : celle de Bernès et celle de Madghis. Comme ce dernier était surnommé al-Abtar, les peuples issus de lui sont appelés al-Butr ; de même, les peuples qui descendent de Bernès sont appelés al-Barânis. ». L’historiographie contemporaine attache une grande importance à cette dichotomie. Cette attitude est toutefois relativement récente. Jusqu’à la traduction partielle d’Ibn Khaldoun donnée entre 1852 et 1856 par De Slane sous le titre Histoire des Berbères, à peu près personne n’avait réellement prêté attention aux occurrences des noms Botr et Branès dans les sources arabes.
C’est l’œuvre de Émile-Félix Gautier qui est à l’origine de l’importance accordée aujourd’hui à la question Botr/Branès, car face à la quasi-totalité des savants arabes, jugés peu sérieux, il reprend les travaux d'Ibn Khaldoun. Le bilan des références de la dichotomie établie par lui dans les sources les plus anciennes sur les Berbères des viie et ixe siècles s’avère extraordinairement pauvre. Personne jusqu’à présent n’a pu prouver que la dichotomie Botr/Branès reflétait une dualité sociologique ou ethnique du monde berbère à l’arrivée des conquérants musulmans.
C’était finalement pour Gautier, et après lui pour Gabriel Camps : une opposition nomades/sédentaires, ou une distinction Paléo/Néoberbères qui l’une et l’autre ne peuvent être établies et sont démenties par les sources antiques comme par les textes arabes. Dès 1929, William Marçais supposait que les Botr par opposition aux Branès, avaient pu être les porteurs d’un vêtement court, « coupé », alors que le burnous est un long manteau. Mais il concluait que ces distinctions vestimentaires, n’avaient pas nécessairement un fondement ethnique ou même sociologique et n’avaient eu d’intérêt que pour un temps probablement bref.

### Évolution de la dichotomie berbère
Après l'apparition des termes Botr et Branès dans le contexte de la conquête musulmane du Maghreb, chez le seul Ibn 'Abd al-Hakam, les termes semblent s’effacer complètement. Pour cet auteur, les Botr, encore seuls mentionnés, sont d’abord les Berbères qui accompagnaient Hassan Ibn Numan dans sa deuxième campagne au Maghreb, à la fin des années 690. Au viie siècle, le sens d’une dichotomie n’a pas été une réalité vécue. Les deux termes Botr et Branès semblent d’autant plus des créations de ce temps qu’ils sont arabes
La dichotomie Botr/Branès est née ainsi d’un regard arabe sur les premiers Berbères soumis à l’islam, elle n’a finalement semblé avoir été élaborée qu’en fonction du contexte de la conquête, opposant des Botr libyens tôt ralliés et convertis à des Branès, les Berbères chrétiens d’Ifriqiya longtemps, en liaison avec leurs alliés les Rûm, opposés aux Arabes. Les termes Botr et Branès, et la dichotomie établie par Ibn ‘Abd al-Hakam, sont totalement absents de la littérature historique et géographique consacrée au Maghreb entre le viiie siècle et la fin du xive siècle. Ainsi, la tradition irakienne de la conquête de l’Afrique byzantine montre un monde éclaté en communautés n’ayant aucun lien entre elles, à l’image des Luwāta, des Nafūsa, des Sanhadja et des Zénètes.
Les auteurs des textes les plus riches et les plus précis les ignorent. Seule était significative pour tous ces savants la partition du Maghreb en plusieurs grandes familles tribales, d’abord au viiie et au ixe siècle en un nombre assez élevé, puis progressivement à partir du xe siècle en deux vastes systèmes d’apparentements, Zénètes et Sanhadja, qui n’engloberont cependant pas la totalité des tribus. Derrière l’opposition Botr/Branès à ses origines, c’est presque la distinction du vie siècle entre Maures de l’extérieur et Maures de l’intérieur. Les Maures de l’intérieur étaient à l’arrivée des Arabes probablement plus christianisés et plus liés aux Byzantins, les Maures de l’extérieur plus indépendants, et plus attachés à leur identité berbère.
Ces théories permettent de justifier les différentes versions du mythe de l’origine orientale des Berbères. La trame de ces textes est toujours la même : après la mention de la présence des Berbères en Palestine ou en Égypte, est évoquée une marche vers l’ouest au cours de laquelle se dispersent les tribus : certaines sont alors nommées et leur lieu « d’établissement » indiqué, qui se situe presque toujours en Cyrénaïque et en Tripolitaine. Ce mythe se fonde sur des traditions des débuts de l’islam, et il décrit un état du monde berbère probablement assez proche de celui que découvrirent les premiers conquérants, qui pénétrèrent d’abord en Libye.
Tous les Berbères sont soumis, et un mouvement progressif, de conversion se déclenche. Si la distinction Botr/Branès survécut alors, c’est parce que les Berbères eux-mêmes se la réappropriaient, mais en faisant très vite évoluer le sens. Dans une première phase, il est probable que nombre de tribus cherchaient à être reconnues comme Botr, parce que les tribus libyennes qui portaient ce nom avaient à la fois le prestige de l’ancienneté de la conversion et le pouvoir procuré par leur présence dans l’armée conquérante.
Ainsi, par affiliation onomastique : les Aurèssiens ralliés, dont peut-être les Djerawa, deviennent des Botr. Quelques années après, c'est aussi probablement le cas Maghraouas. Cette tribu du nord de l’Ouarsenis, formait un des plus anciens peuples de Maurétanie césarienne. Ibn Khaldoun lui attribue pourtant une conversion précoce et une indiscutable identité Botr. Celle-ci ne dut être acquise que lorsque les musulmans atteignaient l’ouest algérien, et à cause de ce ralliement.
Dans la société berbère, ce qui comptait, est avant tout était la tribu. Plus que d’être Botr, l’essentiel était d’appartenir aux tribus libyennes qui composaient les Botr : les Lawâta, les Zenâta et autres Houaras. Les affiliations onomastiques fictives à ces tribus, qu’Ibn Khaldûn a décrit dans ses Prolégomènes, commencèrent certainement à cette époque. Mais ces noms, les Botr et les Branès, avaient encore un sens en 711 quand de nombreux Berbères passèrent en Espagne et ils exprimaient à ce moment encore aussi de réelles alliances intertribales. Or, dans l’al-Andalus conquise, un contexte différent du Maghreb se développa dès le viiie siècle. L’isolement des Berbères, face à aux autochtones, et aux Arabes, favorisait le maintien de vastes alliances.
Dans la péninsule, les Berbères ressentirent, dans un environnement doublement hostile, le besoin de liens élargis, et ils les trouvaient dans la vieille dichotomie. Celle-ci perdit sa première signification politique et religieuse, pour prendre de plus en plus une valeur clanique, aux ixe et xe siècles. Et c’est sur cette réalité de l’Espagne médiévale que s’appuyèrent ensuite les généalogistes pour élaborer leurs savantes constructions, dans lesquelles ils ont habilement croisé une dichotomie archaïque et les apparentements onomastiques de leur temps.

### Construction généalogique
Au début du ixe siècle, surgissaient les premières généalogies des Berbères, d’abord pour affirmer ou contester leur parenté avec les Arabes, avec au cœur des débats deux personnages opportunément sortis du néant pour l’occasion : Ifrîkush et Berr. Les personnages éponymes Bernès et Madghis el Abter ayant été forgés plus tard : la première mention date de la fin du ixe siècle. Bernès est donné comme le père des tribus données comme Branès, et Madghis al-Abtar, père des tribus classées comme Botr. C’est surtout au cours du xe siècle que se forgèrent les grandes constructions généalogiques autour de Madghis et de Bernès.
Voulant à tout prix retrouver dans ces généalogies les traces d’un clivage très ancien de la société berbère, certains historiens ont cru déceler dans le schéma Branès la preuve que ces populations correspondaient à des « Paléoberbères ». En effet, dans leur ascendance seule, apparaît le nom Mazigh, dans lequel on identifie l'éponyme des Mazices, des Berbères connus en plusieurs points du Maghreb à l’époque romaine. Toutefois, cette interprétation est contredite par de multiples éléments.
Il existe d’abord des Mazices entre Tripolitaine et Cyrénaïque au ive siècle et dans le désert libyo-égyptien au ve siècle, qui étaient définis comme de terribles barbares, et qui devraient logiquement être classés comme Néoberbères et Botr. D’autre part, dans les deux schémas généalogiques, Bernès et Madghis al-Abtar ont le même père, Berr, éponyme d’un peuple berbère. Enfin, le schéma pris en référence n’est qu’un résumé de stemmas souvent bien plus riches, dans lesquels apparaissent des deux côtés des noms qui contredisent l’hypothèse avancée : selon Al-Bakri, la grand-mère de Madghis al-Abtar s’appelait ainsi Tamzîgh, un nom qui n’est autre que le féminin de Mazigh/Amazigh ; et Ibn Hazm propose une reconstruction dans laquelle Mazigh sera à la fois l’ancêtre de Bernès et de Madghis al-Abtar.

## Pour approfondir